# Greatest hits (álbum de Kylie Minogue)
Greatest Hits es el primer álbum de grandes éxitos de la cantante australiana Kylie Minogue, publicado en 1992. La compilación incluye sus primeros grandes éxitos de su carrera producidos por el emblemático trío Stock, Aitken y Waterman, quienes produjeron la gran mayoría de estos temas los cuales son extraídos de sus primeros cuatro álbumes de estudio: Kylie (1988), Enjoy Yourself (1989), Rhythm of Love (1990) y Let's Get To It (1991). Asimismo, se incluyen tres canciones inéditas grabadas especialmente para este álbum de las cuales se destaca el cóver de Celebration, versión original de Kool & the Gang.

## Lista de canciones
| #   | Título                                                                             | Tiempo |
| --- | ---------------------------------------------------------------------------------- | ------ |
| 1.  | "I Should Be So Lucky" (Stock, Aitken and Waterman)                                | 3:24   |
| 2.  | "Got To Be Certain" (Stock, Aitken and Waterman)                                   | 3:17   |
| 3.  | "The Loco-Motion" (Dieter Bohlen)                                                  | 3:41   |
| 4.  | "Je Ne Sais Pas Pourquoi" (Stock, Aitken and Waterman)                             | 4:01   |
| 5.  | "Especially For You" (Stock, Aitken and Waterman)                                  | 3:58   |
| 6.  | "Turn It Into Love" (Stock, Aitken and Waterman)                                   | 3:39   |
| 7.  | "It's No Secret" (Stock, Aitken and Waterman)                                      | 3:55   |
| 8.  | "Hand On Your Heart" (Stock, Aitken and Waterman)                                  | 3:47   |
| 9.  | "Wouldn't Change a Thing" (Stock, Aitken and Waterman)                             | 3:17   |
| 10. | "Never Too Late" (Stock, Aitken and Waterman)                                      | 3:21   |
| 11. | "Tears On My Pillow" (Sylvester Bradford y Al Lewis)                               | 2:28   |
| 12. | "Better the Devil You Know" (Stock, Aitken and Waterman)                           | 3:52   |
| 13. | "Step Back In Time" (Stock, Aitken and Waterman)                                   | 3:03   |
| 14. | "What Do I Have to Do?" (Stock, Aitken and Waterman)                               | 3:32   |
| 15. | "Shocked" (Stock, Aitken and Waterman)                                             | 3:10   |
| 16. | "Word is out" (Stock y Waterman)                                                   | 3:34   |
| 17. | "If you were with me now" (Stock y Waterman)                                       | 3:10   |
| 18. | "Give me just a little more time" (Holland-Dozier-Holland y Ron Dunbar Washington) | 3:08   |
| 19. | "Finer feelings" (Stock y Waterman)                                                | 3:45   |
| 20. | "What kind of fool (heard all that before)" (Stock y Waterman y Kylie Minogue)     | 3:35   |
| 21. | "Where in the world?" (Stock y Waterman y Kylie Minogue)                           | 3:31   |
| 22. | "Celebration" (Taylor y Bell)                                                      | 3:55   |

- Datos: Q722680